# جون دبليو. هاو
جون دبليو. هاو (بالإنجليزية: John W. Howe)‏ هو محامي وسياسي أمريكي، ولد في 1801 في مين في الولايات المتحدة، وتوفي في 1 ديسمبر 1873 في روتشستر في الولايات المتحدة. حزبياً، نشط في حزب الأرض الحرة. وقد انتخب عضو مجلس النواب الأمريكي.